# ورنون آویس
ورنون آویس (انگلیسی: Vernon Avis; ۲۴ اکتبر ۱۹۳۵ – ژوئن ۱۹۹۶ (۶۰ ساله)) بازیکن فوتبال اهل بریتانیا بود.
از باشگاه‌هایی که در آن بازی کرده‌است می‌توان به باشگاه فوتبال بدفورد تاون و باشگاه فوتبال برنتفورد اشاره کرد.